# ماچییوویتسه
ماچییوویتسه (به لاتین: Maciejowice) یک روستا در لهستان است که در گمینا ماچییوویتسه واقع شده‌است. ماچییوویتسه ۱٬۴۰۰ نفر جمعیت دارد.